# Rahim Ouédraogo
Pour les articles homonymes, voir Ouedraogo.
Mamy Rahim Assane Ouédraogo (né le 8 octobre 1980 à Bobo-Dioulasso en République de Haute-Volta, aujourd'hui Burkina Faso) est un footballeur international burkinabè, qui évoluait au poste de défenseur ou milieu de terrain.
Après sa retraite de footballeur professionnel, il se lance dans les Affaires. il crée Rahimo Transport, une société de transport en commun.
En 2012, Rahim Ouédraogo fonde Rahimo Football Club, un club qui évolue en première division du championnat du Burkina de football.
Excellent milieu défensif et défenseur, il a marqué les supporters des Etalons par ses performances.

## Carrière en club
Après ses débuts de football à l’ASF Bobo de 1996 à 1998, Rahim Ouédraogo embrasse le football au FC Twente aux Pays-Bas, de 1998 à 2007. Puis il évolue à PEC Zwole toujours aux Pays-Bas. Il joue à Skoda Xanthi en Grèce. Il revient en Eredivisie à Heracles Almelo (2007-2008) et au FC Emmen (2009-2010) et Manisaspor en Turquie.

## Carrière en sélection
Avec l'équipe du Burkina Faso, il dispute 21 matchs (pour 4 buts inscrits) entre 1999 et 2004. Il figure notamment dans le groupe des sélectionnés lors des Coupes d'Afrique des nations de 2000 et de 2004.
il était le capitaine des Etalons à la Coupe d'Afrique des Nations de football 2004

## Palmarès
FC Twente
- Coupe des Pays-Bas (1) :
  - Vainqueur : 2000-01.
  - Finaliste : 2003-04.

- Supercoupe des Pays-Bas :
  - Finaliste : 2001.